# David Ekerot
David Ekerot, né le 1er février 1970 à Lund, est un ancien joueur de tennis professionnel suédois.
Il a remporté deux titres ATP en double à Båstad et à Bucarest en 1996, ainsi que deux Challenger en 1995 à Glendale et à Aix-la-Chapelle.

## Palmarès

### Titres en double messieurs
| No | Date       | Nom et lieu du tournoi | Catégorie    | Dotation  | Surface      | Partenaire   | Finalistes                | Score         |  |
| -- | ---------- | ---------------------- | ------------ | --------- | ------------ | ------------ | ------------------------- | ------------- |  |
| 1  | 08-07-1996 | Swedish Open Båstad    | World Series | 303 000 $ | Terre (ext.) | Jeff Tarango | Joshua Eagle Peter Nyborg | 6-4, 3-6, 6-4 |  |
| 2  | 09-09-1996 | Romanian Open Bucarest | World Series | 475 000 $ | Terre (ext.) | Jeff Tarango | David Adams Menno Oosting | 7-6, 7-6      |  |

### Finale en double messieurs
| No | Date       | Nom et lieu du tournoi | Catégorie    | Dotation  | Surface      | Vainqueurs               | Partenaire       | Score    |  |
| -- | ---------- | ---------------------- | ------------ | --------- | ------------ | ------------------------ | ---------------- | -------- |  |
| 1  | 21-08-1995 | Croatia Open Umag      | World Series | 375 000 $ | Terre (ext.) | Luis Lobo Javier Sánchez | László Markovits | 6-4, 6-0 |  |

## Parcours enGrand Chelem

### En simple
N'a jamais participé à un tableau final.

### En double
| Année | Open d'Australie           | Open d'Australie      | Internationaux de France     | Internationaux de France | Wimbledon                    | Wimbledon                 | US Open                    | US Open                  |
| ----- | -------------------------- | --------------------- | ---------------------------- | ------------------------ | ---------------------------- | ------------------------- | -------------------------- | ------------------------ |
| 1996  | 2e tour (1/16) R. Bergh    | G. Forget J. Hlasek   | 1er tour (1/32) L. Markovits | H. J. Davids C. Suk      | 1er tour (1/32) L. Markovits | J. Belloli L. Paes        | 1er tour (1/32) S. Davis   | S. Hiršzon G. Ivanišević |
| 1997  | 1er tour (1/32) J. Tarango | D. Johnson F. Montana | 1er tour (1/32) R. Bergh     | I. Kafelnikov D. Vacek   | 1er tour (1/32) R. Bergh     | J. Knippschild J. Tarango | 1er tour (1/32) M. Tebbutt | W. Black J. Grabb        |

N.B. : le nom du ou de la partenaire se trouve sous le résultat ; le nom des ultimes adversaires se trouve à droite.

### En double mixte
| Année | Open d'Australie | Open d'Australie | Internationaux de France | Internationaux de France | Wimbledon               | Wimbledon                         | US Open | US Open |
| ----- | ---------------- | ---------------- | ------------------------ | ------------------------ | ----------------------- | --------------------------------- | ------- | ------- |
| 1997  | -                | -                | -                        | -                        | 1er tour Louise Pleming | Larisa Savchenko Andrei Olhovskiy | -       | -       |

N.B. : le nom de la partenaire se trouve sous le résultat ; le nom des ultimes adversaires se trouve à droite.